# Гожино
Гожино (пол. Gorzyno, нім. Gohren) — село в Польщі, у гміні Глувчице Слупського повіту Поморського воєводства.
Населення — 319 осіб (2011).
У 1975-1998 роках село належало до Слупського воєводства.

## Демографія
Демографічна структура станом на 31 березня 2011 року:
|          | Загалом | Допрацездатний вік | Працездатний вік | Постпрацездатний вік |
| -------- | ------- | ------------------ | ---------------- | -------------------- |
| Чоловіки | 167     | 39                 | 116              | 12                   |
| Жінки    | 152     | 34                 | 93               | 25                   |
| Разом    | 319     | 73                 | 209              | 37                   |